# Wojna rosyjsko-gruzińska
Wojna rosyjsko-gruzińska – konflikt zbrojny między siłami zbrojnymi Gruzji a separatystami z republik Osetii Południowej i Abchazji oraz wojskami interwencyjnymi Rosji.
Konflikt wybuchł w nocy z 7 na 8 sierpnia 2008 roku, szesnaście lat po zakończeniu poprzedniej wojny w Osetii Południowej.

## Przyczyny
Zatargi etniczne pomiędzy Gruzinami a Osetyjczykami mają skomplikowane podłoże i długą historię. Pierwsza wojna po rozpadzie Imperium Rosyjskiego między Gruzinami i Osetią trwała w latach 1918–1920.
W 1989 r. władze Południowoosetyjskiego Obwodu Autonomicznego wchodzącego w skład ówczesnej Gruzińskiej SRR proklamowały połączenie z Osetią Północną wchodzącą w skład ówczesnej Rosyjskiej Federacyjnej Socjalistycznej Republiki Radzieckiej (obecna Rosja). Gruzińscy rządzący, mając na uwadze surowcowe i transportowo-komunikacyjne walory Osetii Południowej, odmówili jakichkolwiek podstaw prawnych takim działaniom. Akt ten, powtórzony w roku kolejnym, doprowadził do wybuchu poprzedniej wojny gruzińsko-osetyjskiej. W 1991 lokalne władze utworzyły Republikę Osetii Południowej, która ogłosiła niepodległość. Jej niezależność nie została uznana przez społeczność międzynarodową, a Osetia Południowa traktowana jest jako integralna część Gruzji.

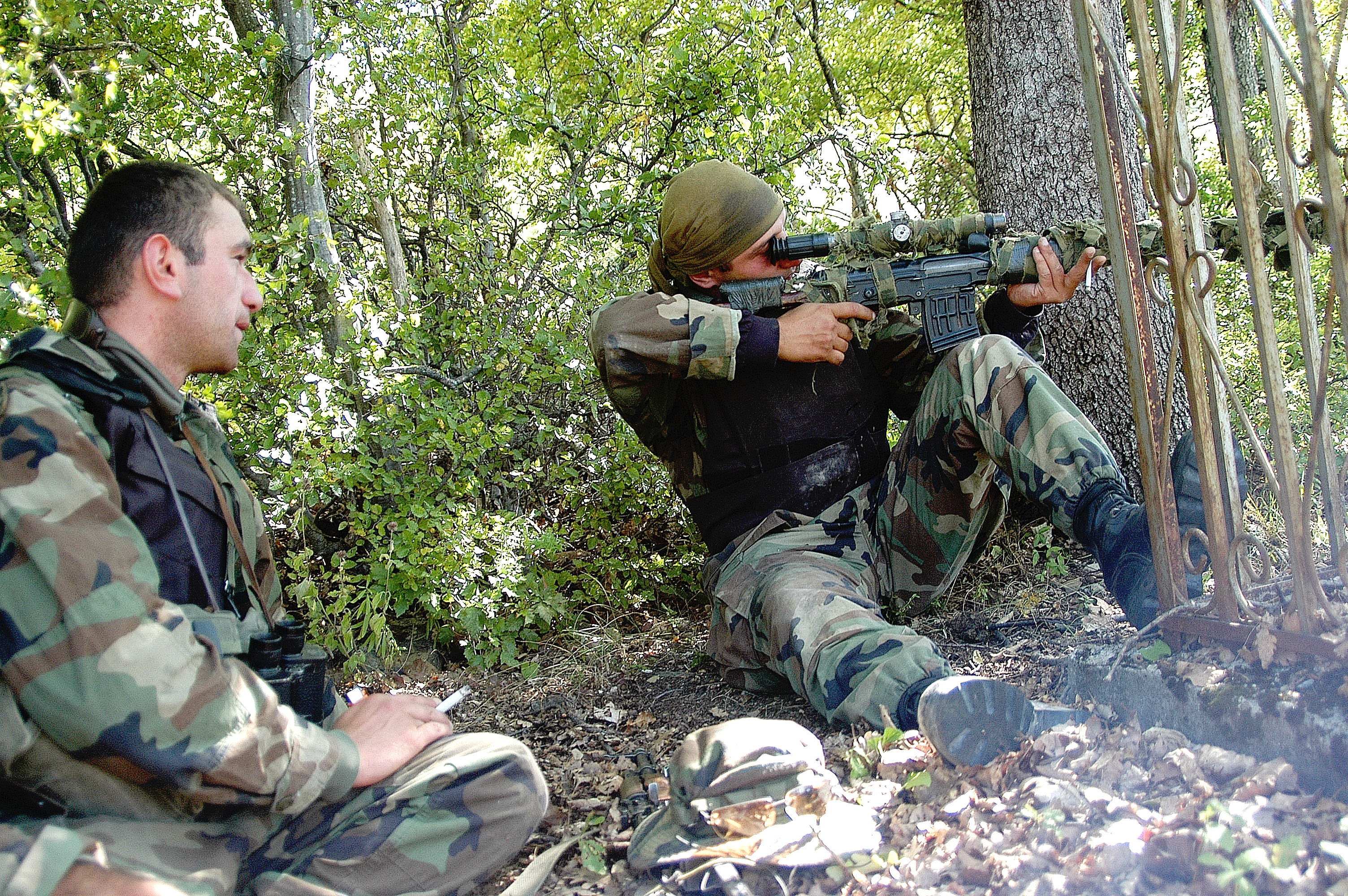
Gruzińscy snajperzy w czasie starć z Osetyjczykami, 2004

W 1992 r. nastąpiło zawieszenie broni; na terenie Osetii Południowej sformowano siły pokojowe, składające się z wojsk rosyjskich, gruzińskich i południowoosetyjskich. W miarę stabilny rozejm utrzymał się do 2004, kiedy to w wyniku pogorszenia relacji rosyjsko-gruzińskich (po wyborze Micheila Saakaszwilego na prezydenta Gruzji) zaczęły się sporadyczne incydenty zbrojne. W 2008 nad terytorium Abchazji zestrzelono dwa gruzińskie bezzałogowe samoloty szpiegowskie.
W 2007 r. władze Gruzji zaproponowały utworzenie Autonomicznej Republiki Osetii Południowej wchodzącej, podobnie jak Adżaria, w skład Gruzji. W kwietniu 2007 parlament Gruzji powołał na terenie Osetii Południowej „Tymczasową Jednostkę Terytorialną Osetii Południowej” wraz z „Tymczasową Administracją Osetii Południowej”. Ogłoszenie przez Kosowo niepodległości w lutym 2008 oraz działania sabotażowe, w tym wojna dezinformacyjna, zachęciły separatystyczne władze Osetii Południowej do oderwania się od terytorium Gruzji i prezydent Eduard Kokojty, wspierany przez wysłanników rosyjskich, zapowiedział domaganie się od Trybunału Konstytucyjnego Rosji uznania swojej republiki za część terytorium Federacji Rosyjskiej.

## Przygotowania

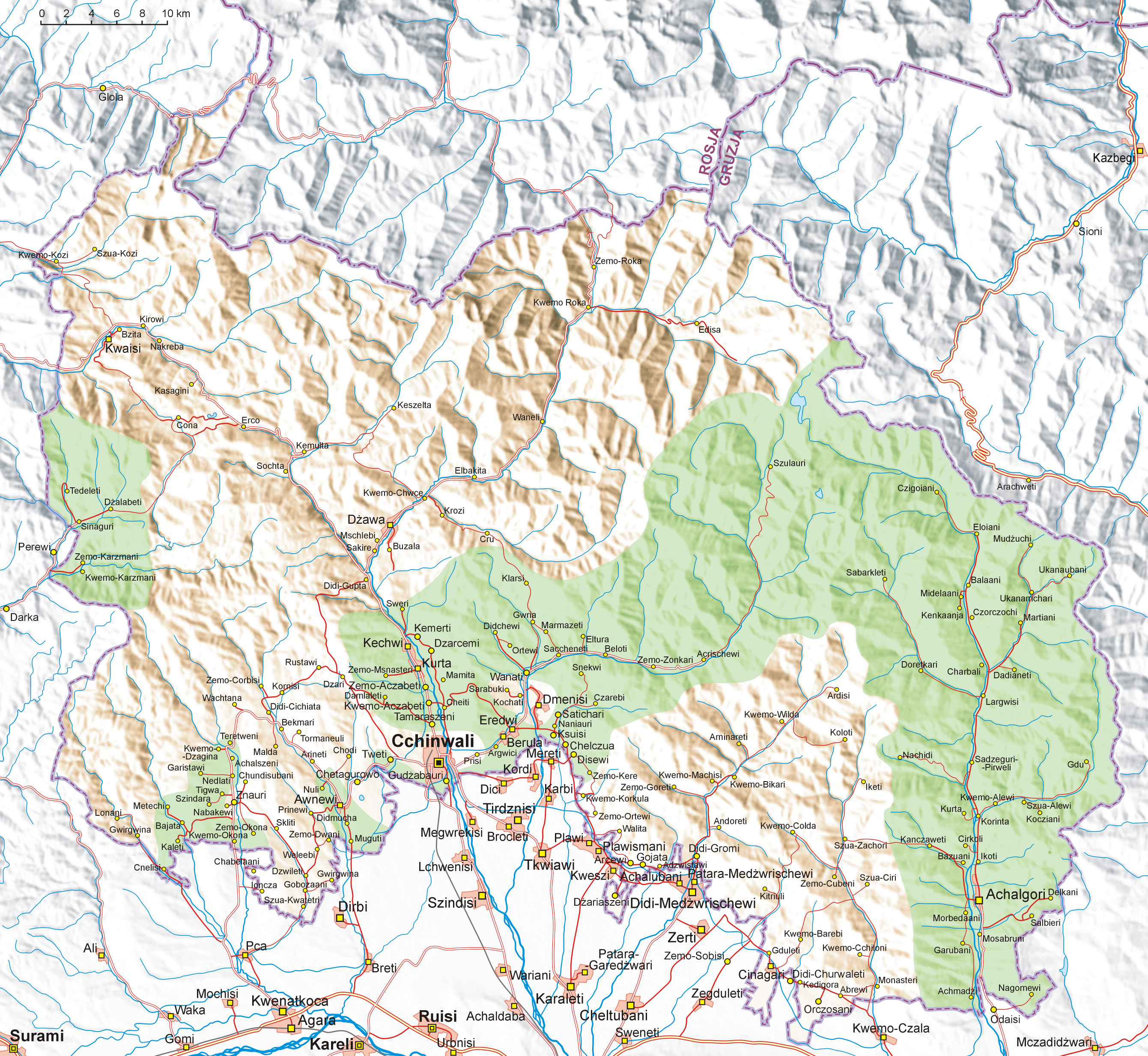
Osetia Południowa, tereny kontrolowane przez Gruzję w przededniu wybuchu walk (zaznaczone kolorem zielonym)

### 15 lipca
W Gruzji rozpoczęły się dwutygodniowe manewry „Immediate Response-2008” zorganizowane w ramach natowskiego programu „Partnerstwo dla pokoju”. Podstawowym zadaniem ćwiczonym w czasie manewrów było opanowanie zajętego przez separatystów obszaru i „przywrócenie porządku”.
W tym samym czasie, na południu Rosji, tuż przy granicy z Gruzją rozpoczęły się wielkie manewry wojskowe. W ramach manewrów „Kaukaz 2008”, do Osetii Północnej przerzucano drogą lotniczą pododdziały 76 Pskowskiej Dywizji Powietrznodesantowej. Koleją przewieziono zaś pułk desantowo-szturmowy 20 Dywizji Zmechanizowanej. To łącznie 8000 żołnierzy i 700 pojazdów.

### 18 lipca
Separatyści czeczeńscy na swoim portalu informowali, że dotarli do dokumentów wskazujących na planowaną przez Rosję inwazję. Miałaby ona mieć miejsce między 20 sierpnia a 10 września. Operacja byłaby koordynowana z separatystami abchaskimi i miałaby przebiegać dwutorowo: błyskawiczne zajęciu Wąwozu Kodorskiego – jedynej części Abchazji kontrolowanej przez Gruzję, a następnie atak w Osetii Południowej i zajęcie miast Kutaisi i Cchinwali. Blitzkrieg miałby trwać 7–10 dni. Jak podał Kavkaz-Center, rozkaz wydał osobiście jeszcze prezydent Władimir Putin przed ustąpieniem ze stanowiska.

### 30 lipca
Rosyjski 400-osobowy oddział inżynieryjnych wojsk kolejowych zakończył rekonstrukcję nieużywanej od początku lat 90. kolei łączącej porty Suchumi i Oczamczyra. Gruzja ostro protestowała przeciwko obecności obcych wojsk w niezależnej od Gruzji Republice Abchazji, obawiając się przygotowań do interwencji zbrojnej. Prace przy odbudowie 54 km linii, w tym 8 mostów i 12 tuneli, trwały od końca maja.

### 1 sierpnia
Wybuchła mina-pułapka, podłożona przez rosyjskich separatystów, w wyniku czego zostali ranni gruzińscy policjanci.

### 2–7 sierpnia
Nocami następowała wymiana ognia pomiędzy Gruzinami i Osetyjczykami. Obie strony twierdziły, że wyłącznie odpowiadały na ataki strony przeciwnej.

## Przebieg

### 7 sierpnia
Prezydent Gruzji Micheil Saakaszwili wystąpił z orędziem, w którym ogłasza jednostronne zawieszenie broni. Oświadczył, że zwrócił się do Rosji z propozycją gwarancji autonomii osetyjskiej przez Rosję w ramach Gruzji. W tym samym czasie siły zbrojne Gruzji koncentrują się wokół Osetii Południowej, często zaczynając ostrzał wsi osetyjskich i miasta Cchinwali w ramach operacji pod kryptonimem „Czyste Pole”. W odpowiedzi siły osetyjskie ostrzeliwują pozycje gruzińskie. W popołudniowych starciach poległo 2 gruzińskich wojskowych.
Późnym wieczorem władze Gruzji powiadomiły, że rozpoczynają operację w celu „przywrócenia konstytucyjnego porządku” w Osetii Południowej, co zrobiły zaledwie po dwóch godzinach od ogłoszenia przez prezydenta Gruzji zawieszenia broni. Siły gruzińskie przejęły tego dnia kontrolę nad pięcioma wsiami w okolicy Cchinwali. Szef unijnej dyplomacji Javier Solana zaapelował w rozmowie z Saakaszwilim o powrót do pokojowych negocjacji z Osetią.
Jak później podał „Der Spiegel”, 7 sierpnia niedaleko granicy z Osetią Południową koło Gori, Gruzja zgromadziła 12 tysięcy żołnierzy i 75 czołgów.
Misja OBWE w Cchinwali w czwartek późnym wieczorem 7 sierpnia znalazła się pod ostrzałem artyleryjskim. Z danych Międzynarodowego Sztabu Wojskowego NATO wynika ponadto, że już rankiem 7 sierpnia Gruzini przerzucili na granicę z Osetią Południową 12 tysięcy żołnierzy. W Gori znajdowało się 75 czołgów i wozów opancerzonych, co stanowiło jedną trzecią wyposażenia gruzińskiej armii. W nocy z 7 na 8 sierpnia rozpoczął się ostrzał Cchinwali. Gruzini użyli wyrzutni rakietowych, zrzucili bomby kasetowe, a także strzelali z armat kalibru 152 mm.

### 8 sierpnia

Przemieszczenia przeciwstawnych sił rosyjskich, 8 sierpnia 2008

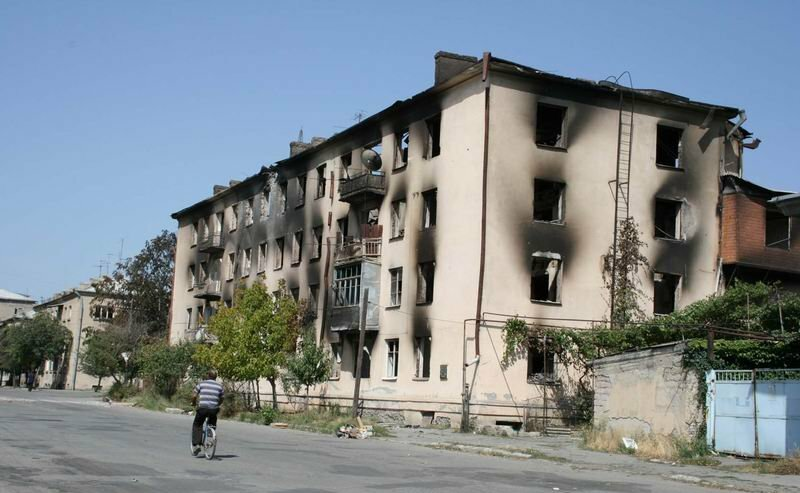
Zbombardowany przez Gruzinów budynek w Cchinwali

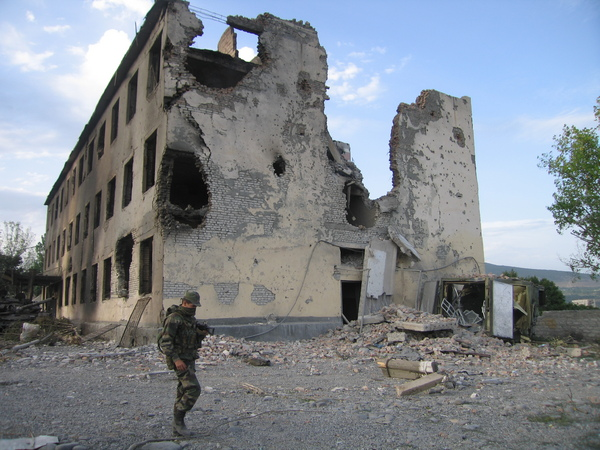
Zbombardowany 7–8 sierpnia 2008 budynek sił pokojowych w Osetii Południowej

Od północy rozpoczął się atak rakietowy wojsk gruzińskich na separatystyczny obszar Osetii. Przed godziną 4:00 nad ranem padły pierwsze ofiary cywilne – w wyniku ostrzału zginęło 15 osób. Nad ranem premier Gruzji Lado Gurgenidze zapowiedział, że Gruzja będzie kontynuować operację wojskową w separatystycznej Osetii Południowej aż do ustanowienia „trwałego pokoju”. Siły gruzińskie przejęły kontrolę nad kolejnymi wsiami na pograniczu i wkroczyły do Cchinwali. O godzinie 9 rano w wyniku gruzińskiego ostrzału zginęli pierwsi żołnierze rosyjskiego batalionu sił pokojowych WNP stacjonującego w Osetii. Niedługo potem rosyjskie media podały, że na pomoc Osetii Południowej wyruszają ochotnicy z rosyjskiej Osetii Północnej oraz z Abchazji. Rosyjskie siły pokojowe stacjonujące na terenie konfliktu gruzińsko-osetyjskiego od 1992 zostały postawione w stan gotowości. Rosyjskie media poinformowały, że Gruzini ostrzeliwują rosyjskie siły pokojowe.
Micheil Saakaszwili poinformował, że około godziny 9:00 polskiego czasu rosyjskie bomby spadły na miejscowości Kareli i Gori. Gruziński prezydent oskarżył Rosję o „prowadzenie zakrojonej na szeroką skalę operacji wojskowej przeciwko Gruzji”. Ogłosił też powszechną mobilizację rezerwistów. Nad ranem walki objęły południowe przedmieścia Cchinwali, a władze separatystycznej Osetii Południowej zaapelowały do Rosji o pomoc w obronie przed ofensywą gruzińską. Jak później podały media, wojska rosyjskie wkroczyły do Osetii Południowej po tym, jak Cchinwali zostało praktycznie zniszczone. Pierwsze oddziały rosyjskie zaczęły wchodzić do tunelu Rokskiego około godziny 11:00, 8 sierpnia. W tym momencie siły zbrojne Gruzji praktycznie zajęły już połowę Cchinwali.
Gruziński prezydent Micheil Saakaszwili poinformował, że większa część Osetii Południowej została wyzwolona i znajduje się pod kontrolą Gruzji. Jednocześnie powiedział, że gruzińskie siły walczą o kontrolę nad południowoosetyjską stolicą, Cchinwali, a przed południem poinformował, że na terytorium Gruzji wjechało 150 rosyjskich czołgów i wozów opancerzonych.

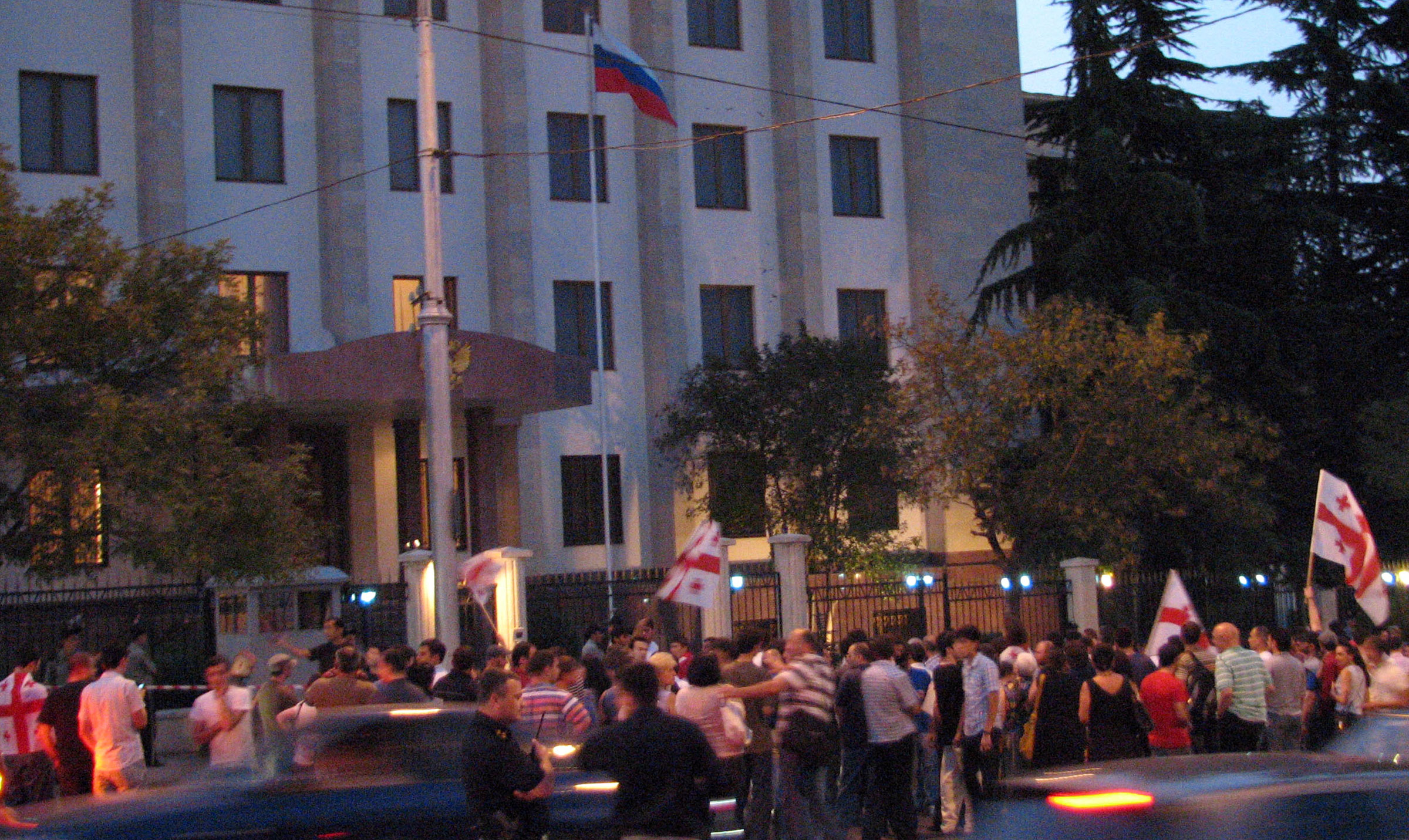
Demonstracja przed ambasadą rosyjską w Tbilisi, 8 sierpnia 2008

Po południu oddziały rosyjskiej 58. Armii zbliżyły się do stolicy Osetii Południowej i zajęły jej przedmieścia. Artyleria rosyjska rozpoczęła ostrzał nacierających sił gruzińskich. Było to pierwsze potwierdzenie nawiązania kontaktu bojowego między wojskami rosyjskimi i gruzińskimi. Do samego Cchinwali wojska rosyjskie weszły dopiero wieczorem 8 sierpnia.

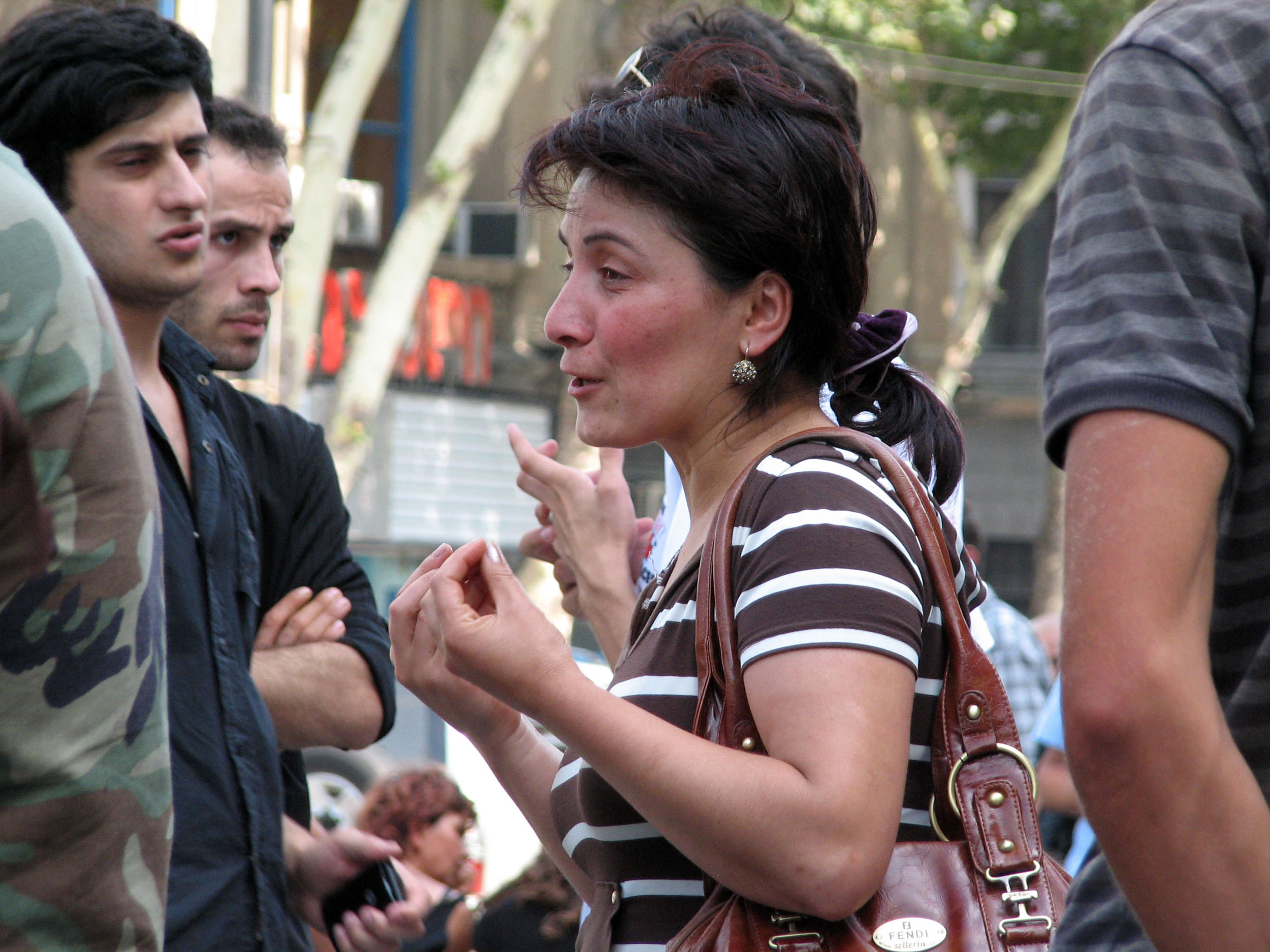
Uchodźcy z Osetii Południowej przed parlamentem w Tbilisi

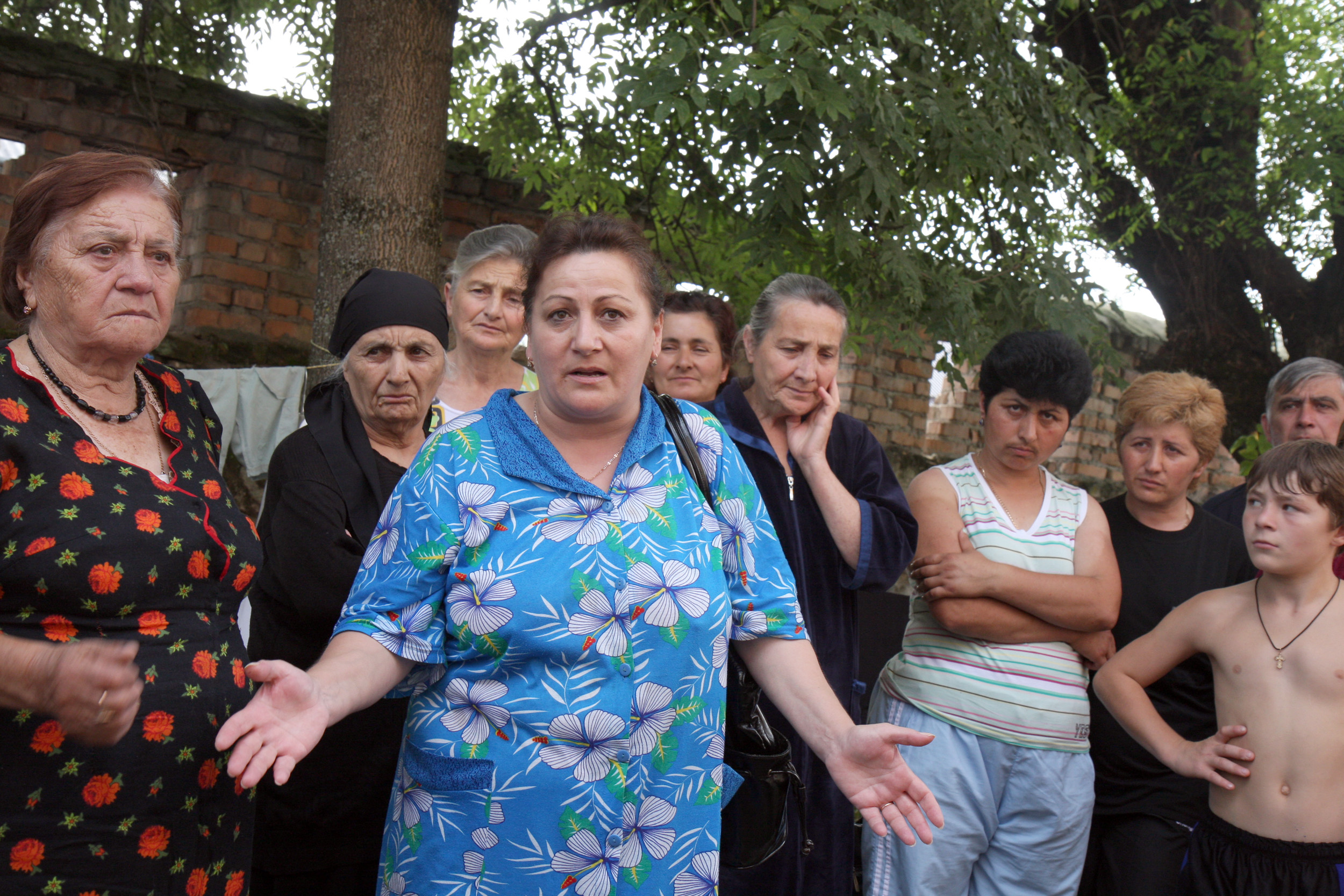
Uchodźcy z Osetii Południowej w obozie dla uchodźców w Ałagirze, Osetia Płn., Rosja

Według prezydenta Osetii Południowej Eduarda Kokojty do wieczora, w następstwie gruzińskich działań w republice, zginęło ok. 1400 ludzi. Wyjaśnił, że dane te oparte są głównie na doniesieniach rodzin osób, które poniosły śmierć. Niezależne organizacje (tylko jedna HRW) podawały liczbę zabitych na kilkadziesiąt.
Tego samego wieczora prezydent Gruzji oznajmił, że siły gruzińskie kontrolują większość obszaru Osetii Południowej i jej stolicę – Cchinwali, choć ok. 30 Gruzinów zginęło w rosyjskich bombardowaniach. Przed północą (polskiego czasu) Aleksander Lomaja, sekretarz Rady Bezpieczeństwa Gruzji, poinformował, że w ciągu kilku godzin Micheil Saakaszwili ma ogłosić stan wojenny. Była to gruzińska reakcja na zbombardowanie gruzińskiego portu Poti i bazy wojskowej Senaki.

### 9 sierpnia
Władze Gruzji zarządziły ewakuację Pałacu Prezydenckiego i budynków rządowych w Tbilisi w obawie przed ich zbombardowaniem. Rosjanie zbombardowali czarnomorski port Poti i bazę wojskową w Senaki na zachodzie kraju, a prezydent Micheil Saakaszwili zapowiedział wprowadzenie w całym kraju stanu wojennego.
Według władz rosyjskich, rosyjskie wojska rano wyparły siły gruzińskie z Cchinwali, a taktyczne grupy rosyjskich sił, stacjonujące w Osetii Południowej, przystąpiły do wypierania oddziałów gruzińskich poza Osetię Południową. Rzecznik dowódcy wojsk lądowych Rosji, pułkownik Igor Konaszenkow, poinformował, że do Osetii Południowej przerzucone zostały jednostki pancerne, artyleryjskie, zmotoryzowane i zwiadowcze 58 Armii Federalnej stacjonującej na terytorium Północnokaukaskiego Okręgu Wojskowego, 76 i 96 Dywizja Powietrznodesantowa oraz Specnaz z 5 Samodzielnego Pułku. Wspierają je samoloty szturmowe z 4 Armii Lotniczej.
Rosyjscy crackerzy internetowi zaatakowali gruzińskie strony internetowe. Przez kilkanaście godzin wszystkie strony będące subdomeną domeny .ge nie działały. Przez kilka godzin zamiast stron Ministerstwa Spraw Zagranicznych, obejrzeć można było zdjęcia prezydenta Micheila Saakaszwilego i Adolfa Hitlera – zamiast informacji o podejmowanych działaniach resortu. Domenę dla gruzińskiego rządu udostępniła kancelaria prezydenta Polski. Dzięki temu rząd w Tbilisi odzyskał dostęp do sieci. Na krótko strony w domenie rosyjskiej zostały zablokowane na terenie Gruzji. Odblokowano je jeszcze wieczorem, 10 sierpnia.
W całym kraju działał tylko jeden program telewizyjny.
Gruzja wprowadziła stan wojenny na swoim terytorium, który miał obowiązywać od 9 sierpnia 2008 do 24 sierpnia 2008. Rozpoczęto także przerzucanie wojsk gruzińskich z Iraku do kraju.
Około godziny 13:45 kolejna zbuntowana wobec Gruzji prowincja, Abchazja, rozpoczęła operację, której celem było wyparcie Gruzinów z regionu.
Siły abchaskich separatystów zaatakowały kontrolowaną przez Gruzję część spornego strategicznego wąwozu Kodori. Szef dyplomacji Abchazji Siergiej Szamba oznajmił, że abchaskie siły zbrojne rozpoczęły operację, której celem jest wyparcie oddziałów gruzińskich z wąwozu. Siły gruzińskie ogłosiły, że pokonały separatystów abchaskich w kontrolowanej przez Gruzję części wąwozu Kodori.
Wieczorem rosyjskie lotnictwo wznowiło bombardowania wąwozu Kodori, znajdującego się na terenie separatystycznej Abchazji, a obecnie kontrolowanego przez wojska gruzińskie. Do ostatniego z ataków miało dojść ok. godz. 21:20 czasu polskiego.

### 10 sierpnia
Według gruzińskiego Ministerstwa Spraw Wewnętrznych Rosjanie zrzucili trzy bomby na wojskowe lotnisko należące do fabryki Tbilawiastroj pod Tbilisi.

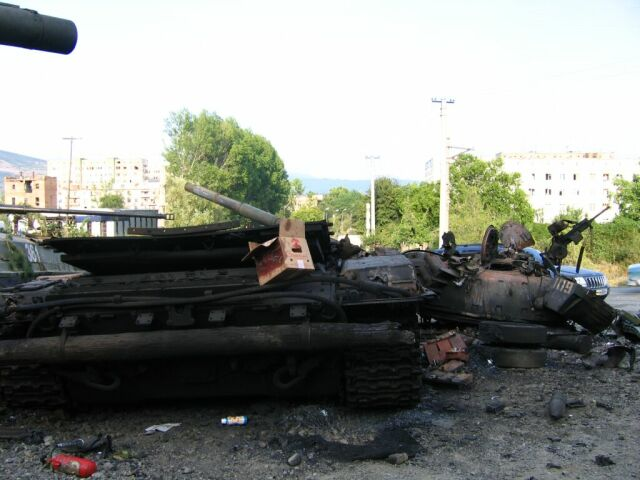
Zniszczony gruziński czołg w Cchinwali

Rosyjskie okręty, które według wcześniejszych doniesień wpłynęły na wody terytorialne Gruzji, zawinęły do portu w Noworosyjsku. Przed południem władze w Tbilisi poinformowały, że armia rosyjska przejęła kontrolę nad Cchinwali, jednak oddziały gruzińskie nadal zajmują pozycje w pobliżu miasta. Jednocześnie władze gruzińskie twierdziły, że przez noc do Osetii Południowej przybyło ok. 10 tys. rosyjskich żołnierzy.
Rosyjski okręt Floty Czarnomorskiej „Miraż” projeku 1234 ostrzelał pociskami P-120 grupę gruzińskich kutrów, i według rosyjskich twierdzeń zatopił „Giorgi Toreli”. W kolejnej próbie boju Gruzja utraciła kuter patrolowy typu Grif. Jednakże, straty nie zostały jednoznacznie potwierdzone, a „Giorgi Toreli” znajdował się nadal w służbie w 2014 roku.
Rosja rozpoczęła operację wojskową w kontrolowanym przez Gruzję wąwozie Kodori. Gruzini ewakuowali się z Zugdidi.
W tym samym czasie Gruzja ogłosiła jednostronny rozejm i zaapelowała do Rosji o przystąpienie do rozmów w sprawie zaprzestania walk. Za zgodą USA, z Iraku zaczęto przerzucać do Gruzji 2 tys. kontyngent gruzińskich żołnierzy.

### 11 sierpnia

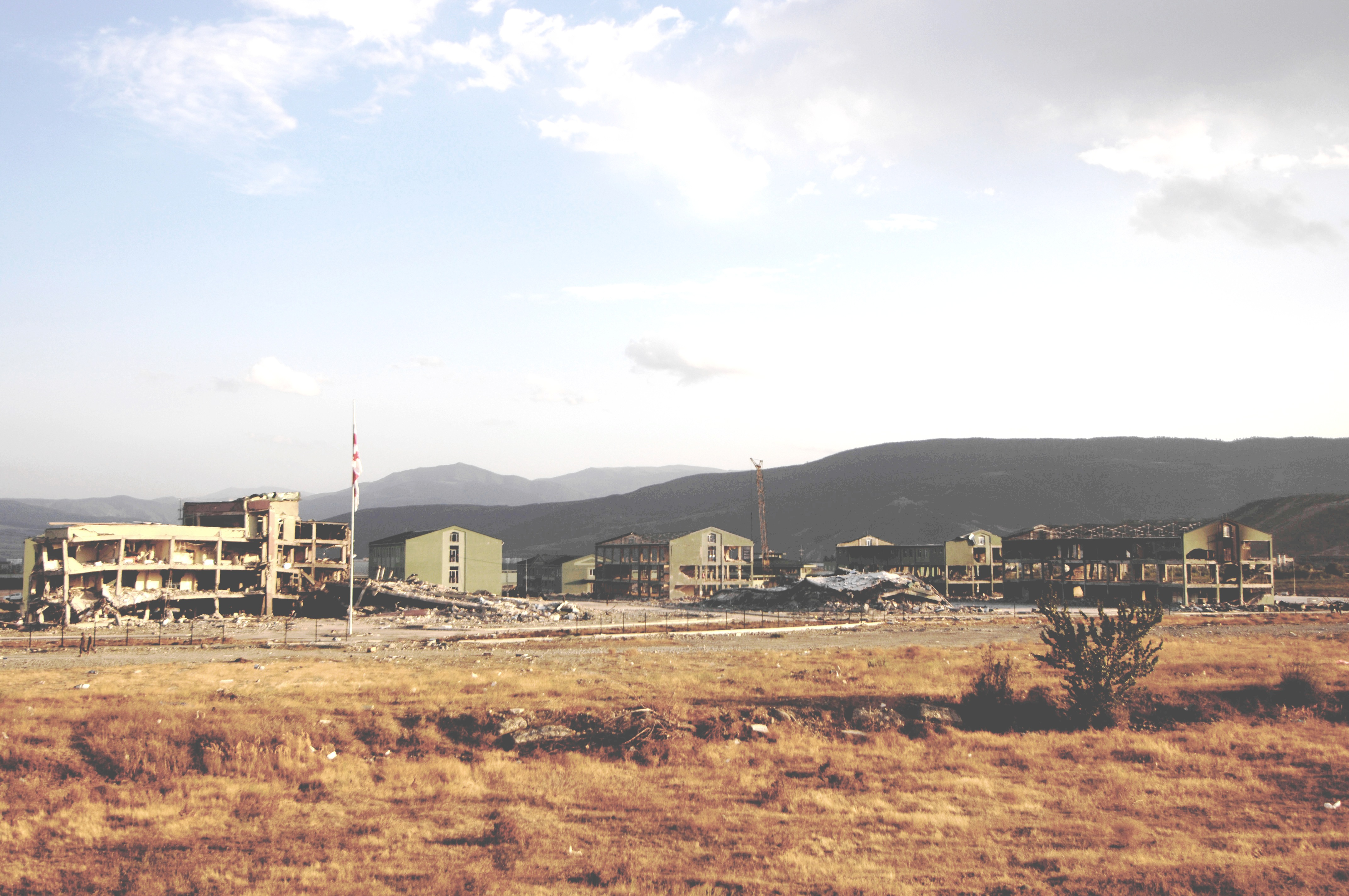
Zniszczona przez rosyjskie lotnictwo gruzińska baza wojskowa w Gori

Samoloty rosyjskie ostrzelały bazę wojskową oraz instalacje radarowe w okolicach Tbilisi. Rosjanie przeprowadzili nad ranem także bombardowania bazy wojskowej Kodżori (położonej 10 km od Tbilisi, w której znajduje się baza gruzińskich sił specjalnych) i góry Machata. Rosjanie zajęli także port Poti.
Władze Rosji odrzuciły zaproponowany przez Gruzję rozejm – zapowiedziały także, że nie zamierzają go nawet rozważać – a także plan pokojowy przedstawiony przez francuskiego ministra spraw zagranicznych Berdnarda Kouchnera, przebywającego w Moskwie.
Wojska rosyjskie przekroczyły granicę gruzińską i weszły od strony Abchazji, przeprowadzając operację wojskową w okolicach miasta Senaki. Wieczorem władze gruzińskie poinformowały, że Rosjanie przejęli kontrolę nad dwiema miejscowościami poza terytorium Abchazji – Zugdidi i Senaki – a wojska gruzińskie zostały przegrupowane w celu obrony Tbilisi, gdyż siły rosyjskie i południowoosetyjskie pozorowały marsz na gruzińską stolicę.

### 12 sierpnia

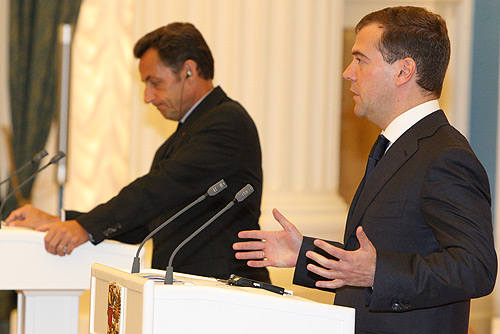
Prezydenci Rosji i Francji, Miedwiediew i Sarkozy, na konferencji prasowej po podpisaniu porozumienia pokojowego, 12 sierpnia 2008

Rosyjskie samoloty zbombardowały Gori. Siły zbrojne Abchazji do wieczora całkowicie opanowały Wąwóz Kodorski.
„Operacja zmuszania do pokoju zostaje zawieszona” – oświadczył przed południem prezydent Dmitrij Miedwiediew na spotkaniu z generalicją. Tym samym zatrzymane zostały działania wojenne. Po negocjacjach, przebywający w Moskwie prezydent Francji Nicolas Sarkozy podpisał porozumienie pokojowe, zwane planem Sarkozy-Miedwiediew. Wówczas siły rosyjskie kontrolowały dwie strefy sięgające 40 km w głąb Gruzji
Rząd Gruzji poinformował, że rosyjskie samoloty, mimo ogłoszenia przez prezydenta Miedwiediewa zakończenia operacji wojskowej, nadal bombardowały gruzińskie wioski poza Osetią Południową.
Prezydent Gruzji Micheil Saakaszwili oświadczył, że rząd gruziński ogłosi separatystyczne regiony – Abchazję i Osetię Południową – terytoriami okupowanymi. W obu tych regionach znajdują się wojska rosyjskie wspierające miejscowych separatystów.
Sekretarz Rady Bezpieczeństwa Gruzji Kacha Lomaja oświadczył, że Gruzja złożyła do Międzynarodowego Trybunału Sprawiedliwości wniosek o rozstrzygnięcie sporu z Federacją Rosyjską, polegającego na stosowaniu czystek etnicznych przez siły zbrojne Rosji na terytorium Osetii Południowej i innych terenach okupowanych, a należących do Gruzji, i żądaniu przez Gruzję ich natychmiastowego zaprzestania. Jednocześnie Prokurator Międzynarodowego Trybunału Karnego Luis Moreno-Ocampo oświadczył, że do Trybunału wpłynęły zawiadomienia o popełnianiu zbrodni podlegających jurysdykcji Trybunału oraz że nie wyklucza on wszczęcia postępowania. Gruzja zamierza też złożyć zawiadomienie do MTK o ludobójstwie w Abchazji w 1992. Federacja Rosyjska nie jest państwem-stroną statutu rzymskiego, jest nią jednak Gruzja, jurysdykcji Trybunału podlegają więc zbrodnie popełnione na terenie Gruzji.
Tego dnia odbyły się w Tbilisi wiece i demonstracje pokojowe, w które zaangażowały się liczne tłumy, popierając działania swojego prezydenta. Na jednym z wieców, z udziałem blisko 150 tys. osób zebranych przed budynkiem parlamentu, pojawili się prezydenci Polski, Litwy, Estonii, Ukrainy i premier Łotwy (Lech Kaczyński, Valdas Adamkus, Toomas Hendrik Ilves, Wiktor Juszczenko oraz Ivars Godmanis), którzy przybyli na spotkanie z prezydentem Gruzji Micheilem Saakaszwilim z inicjatywy Lecha Kaczyńskiego. W czasie wiecu Lech Kaczyński przemówił do zgromadzonych, stwierdzając, że obowiązkiem społeczności międzynarodowej jest solidarne przeciwstawienie się rosyjskim dążeniom imperialnym. Zebrani przed budynkiem parlamentu entuzjastycznie reagowali na słowa polskiego prezydenta, skandując podczas jego wystąpienia: „Polska, Polska”, „Przyjaźń, Przyjaźń”, „Gruzja, Gruzja”. Sceny przedstawiające wiec pojawiły się w amerykańsko-gruzińskim filmie fabularnym 5 Days of August (2011); w kwietniu 2011 roku reżyser filmu, Renny Harlin, zadedykował jego premierę na międzynarodowym festiwalu filmowym w Walencji pamięci Lecha Kaczyńskiego.

### Sytuacja po podpisaniu planu pokojowego
Szef gruzińskiej Rady Bezpieczeństwa Narodowego poinformował rano 13 sierpnia, że pomimo zawieszenia broni 50 rosyjskich czołgów weszło rano do Gori, czemu zaprzeczyła strona rosyjska. Później Rosjanie przyznali, że wywożą skład broni odkryty na przedmieściach tego miasta. Po południu wojska rosyjskie opuściły Gori. Dowódca wojsk rosyjskich w Gruzji poinformował o wyznaczeniu gubernatora Gori oraz o kontynuowaniu rozbrajania gruzińskich arsenałów wojskowych wokół miasta.
Wieczorem 13 sierpnia władze gruzińskie poinformowały, że wojska rosyjskie opuściły położone na zachodzie kraju miasto Zugdidi. Rosyjscy wojskowi poinformowali, że zestrzelili nad Osetią Południową gruziński bezzałogowy samolot zwiadowczy, który próbował prowadzić zwiad nad regionem Cchinwali. Siły osetyjskie, które wcześniej wraz z Rosjanami zajęły Gori, nie zatrzymały się w mieście, tylko budują bazę mniej więcej 20 km od stolicy Gruzji. Jak donoszą uchodźcy z Gori, wspierane są one cały czas przez Rosjan.
Agencja Reutera podała, że ponad 100 rosyjskich pojazdów, w tym wozy opancerzone i czołgi, znajdowało się 14 sierpnia dwa kilometry od centrum Zugdidi, miasta na zachodzie Gruzji. Informację potwierdzili niezależni świadkowie. Rosyjskie wozy pancerne, które rano zaczęły się z Gori wycofywać, zawróciły po otrzymaniu nowego rozkazu z Moskwy. Gruzińscy uchodźcy, którzy w godzinach porannych zaczęli powoli ściągać do miasta, znowu z niego uciekali.
15 sierpnia około 130 rosyjskich wozów opancerzonych opuściło miasto Zugdidi na zachodzie Gruzji i wjechało głębiej w terytorium gruzińskie, zatrzymując się niedaleko miasta Senaki. Gruziński prezydent Micheil Saakaszwili oświadczył, że podpisał porozumienie o zawieszeniu broni między Gruzją a Rosją w konflikcie o Osetię Południową.
16 sierpnia armia rosyjska potwierdziła przejęcie w strefie konfliktu gruzińsko-południowoosetyjskiego ponad stu gruzińskich ciężkich pojazdów wojskowych, w tym 65 czołgów. Wśród przejętych pojazdów jest także pięć wyposażonych w rakiety ziemia-powietrze. Wspierani przez Rosję abchascy separatyści kontrolowali 13 gruzińskich miejscowości i elektrownię – poinformowało 17 sierpnia Ministerstwo Spraw Zagranicznych Gruzji.
Pomimo podpisania porozumienia pokojowego rosyjskie siły umacniały swoje pozycje w środkowej Gruzji. Siły południowoosetyjskie zajęły Achalgori – główną miejscowość wschodniej Osetii Południowej, kontrolowaną dotychczas przez władze progruzińskie.
Wojska rosyjskie do 22 sierpnia okupowały tereny wokół Gori i Senaki, po czym wycofały się do jednostronnie utworzonej na terenie Gruzji strefy bezpieczeństwa rozciągającej się do kilkunastu kilometrów od granic Osetii Południowej i Abchazji. Poza strefą bezpieczeństwa do 28 sierpnia miały posterunki w porcie w Poti i koło niego, dokonywały również patroli samochodowych i lotniczych w głąb terytorium Gruzji. Według strony gruzińskiej, w strefie buforowej wokół granicy osetyjskiej dokonywane są czystki etniczne na ludności gruzińskiej.
26 sierpnia Rosja uznała niepodległość Abchazji i Osetii Południowej. Podobny krok 5 września uczyniła Nikaragua.
14 września Rosjanie wycofali się z miasta i portu Poti a także miasta Senaki. W Poti jednak zniszczyli znajdujące się tam główne okręty Sił Morskich Gruzji.
17 września Rosja podpisała pakt o przyjaźni z Abchazją i Osetią Południową;
1 października 2008 rozpoczęła się faza operacyjna cywilnej Misji Obserwacyjnej Unii Europejskiej w Gruzji, którą zorganizowano na mocy decyzji Rady Europejskiej z 15 września 2008, a której celem było nadzorowanie realizacji przez Rosję i Gruzję warunków 6-punktowego porozumienia między Unią Europejską a Rosją z 12 sierpnia 2008.
3 października 2008, w wyniku wybuchu w Cchinwali gruzińskiego samochodu, zginęło 7 żołnierzy, w tym szef sztabu sił pokojowych Rosji, w strefie buforowej kontrolowanej przez Rosjan. Kolejnych 7 zostało rannych. Władze w Moskwie i Tbilisi wzajemnie oskarżają się o prowokację mającą na celu zdestabilizowanie sytuacji w regionie. W dniach 7 października i 8 października wojska rosyjskie ostatecznie wycofały się ze strefy buforowej przy granicy gruzińsko-abchaskiej.
24 października w regionie Gali nieznani sprawcy zabili Romana Ashuby, włodarza jednej z wiosek w Abchazji. Podobna sytuacja miała miejsce dwa dni wcześniej, 22 października, kiedy zastrzelono szefa wywiadu Ministerstwa Obrony Abchazji, Eduarda Emin-Zada. Natomiast 25 października Ministerstwo Spraw Wewnętrznych Gruzji podało, że w wyniku wybuchu miny-pułapki zginął szef lokalnej administracji regionu Samegrelo.
10 listopada podczas patrolu wioski Dwani na pograniczu gruzińsko-osetyjskim doszło do wybuchu bomby. Zginęło 2 Gruzinów-milicjantów. Kiedy na miejsce przybyła druga grupa milicjantów, doszło do drugiego wybuchu. W wyniku tej eksplozji trzej policjanci zostali ranni, w tym jeden ciężko.
12 listopada wojska rosyjskie wtargnęły do gruzińskiej wioski Perewi. Rosjanie, wkraczając do wioski, wyparli stamtąd milicjantów gruzińskich. Tego samego dnia wojska rosyjskie miały się wycofać z wioski, lecz po zapadnięciu zmroku powróciły.
W drugiej połowie listopada 2008 roku w pobliżu jednego z posterunków na terytorium Osetii oznakowana kolumna, w której jechał samochód z prezydentem Polski Lechem Kaczyńskim i prezydentem Gruzji Micheilem Saakaszwilim, została zatrzymana, a następnie padły trzy serie z karabinu maszynowego. Nikomu nic się nie stało i po chwili kolumna kontynuowała podróż inną drogą. Władze gruzińskie stwierdziły, że strzały oddali żołnierze rosyjscy, jednak przedstawiciel sztabu sił rosyjskich w Osetii Południowej oświadczył, że rosyjscy żołnierze nie mają związku z ostrzelaniem kolumny samochodowej z prezydentami Gruzji i Polski.

## Raport komisji międzynarodowej
Niezależna międzynarodowa komisja powołana do zbadania konfliktu w Gruzji, składająca się z europejskich ekspertów w dziedzinie wojskowości, prawa i historii, sporządziła raport sponsorowany przez UE i opublikowany 30 września 2009.
Raport konkluduje, że wojna została rozpoczęta atakiem Gruzji, który był niezgodny z prawem międzynarodowym. Dalej raport stwierdza, że gruziński atak poprzedzony był miesiącami prowokacji i obie strony gwałciły wtedy prawo międzynarodowe. „Ostrzał artyleryjski Cchinwali (stolicy Osetii Południowej) przez gruzińskie siły wojskowe nocą z 7 na 8 sierpnia 2008 stał się początkiem zbrojnego konfliktu na dużą skalę.”, stwierdza raport. Potem dodaje: „Powstaje pytanie, czy owo użycie siły (...) było uzasadnione w rozumieniu prawa międzynarodowego. Otóż nie było.” Raport stwierdza dalej, że zarzuty Gruzji, iż miało miejsce rosyjskie militarne wtargnięcie na dużą skalę na teren Południowej Osetii przed wybuchem wojny, nie mogło być „wystarczającym uzasadnieniem”, chociaż, przyznaje raport, fakt ten był sprzeczny z prawem międzynarodowym. „Co więcej, kontynuowane po zawarciu porozumienia o zawieszeniu ognia, działania niszczycielskie, nie są w żaden sposób usprawiedliwione.”

## Siły i uzbrojenie stron przed wybuchem konfliktu

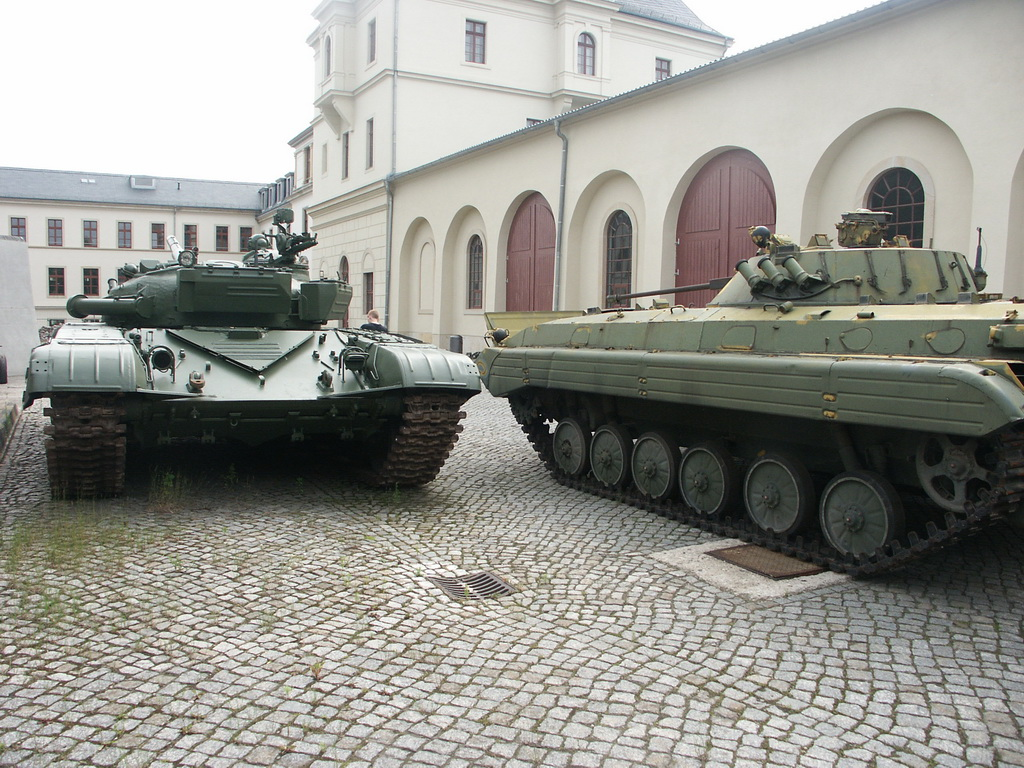
Czołg T-72 i bojowy wóz piechoty BMP-2 w niemieckim muzeum. Oba pojazdy zostały użyte przez Rosję w konflikcie latem 2008. Gruzja również posiada 82 sztuki T-72.

Gruzja, Osetia Południowa oraz Rosja w większości korzystały z broni i militariów produkcji radzieckiej. Gruzja używała zmodernizowanych przez izraelską firmę Elbit system czołgów T-72sim w wersji AB, M, B1, czołgów T-55AM, pojazdów opancerzonych BTR-80, BMP-1, BMP-2 oraz sprzętu zakupionego w ostatnich latach m.in. na Ukrainie, Białorusi, Bułgarii, Czechach, Turcji, Izraelu oraz dostarczonego przez USA w ramach pomocy wojskowej.
Rosyjska 58 Armia posiadała czołgi T-72 oraz T-80BW, jak również pojazdy opancerzone BMP-1, BMP-2, BTR-80. Armia osetyjska posiadała BMP-2 oraz BMP-1.
Rosjanie mieli na Kaukazie około 450–500 czołgów i pojazdów opancerzonych, podczas gdy Gruzini około 300 czołgów, głównie zmodernizowanych przez Izrael T-72. Rosjanie mieli 100 samolotów bojowych, głównie Su-25, a Gruzini około 30 sztuk. Rosjanie posiadali na Kaukazie około 2500 zestawów artyleryjskich, głównie BM-21 Grad, BM-27 Uragan, podczas gdy Gruzini posiadali około 170 wyrzutni BM-21 i RM-70, 50 armatohaubic Dana, około 50 innych wyrzutni rakiet (w tym polskiej produkcji PZR Grom – wiele z nich stało się pośrednio zdobyczą wywiadowczą GRU), 860 moździerzy, a także około 210 dział i haubic holowanych i samobieżnych.
W toku działań Gruzja straciła w powietrzu m.in. pięć samolotów Su-25.. Rosja przyznała stratę tylko trzech własnych Su-25 i bombowca Tu-22M3 8 sierpnia, natomiast według nieoficjalnych informacji stracono jeszcze samolot rozpoznawczy Su-24MR (8 sierpnia), bombowiec taktyczny Su-22M (10 lub 11 sierpnia), czwarty Su-25 zniszczony przez bratobójczy ogień 9 sierpnia i śmigłowiec Mi-24.

## Wojna informacyjna

### Wojna propagandowa
Rosja i Gruzja prowadziły działania propagandowe w celu pozyskania przychylności opinii publicznej – zarówno w swoich państwach, jak i za granicą. Rosjanie nazywali wkroczenie swoich wojsk i stopniowe przejmowanie kontroli nad całą Gruzją „misją pokojową”. Gruzja natomiast starała się, by w oczach świata uchodziła za mały dzielny kraj, zaatakowany przez „niedźwiedzia” – Rosję. Miedwiediew mówił o swoich żołnierzach jako o strażnikach pokoju, natomiast Saakaszwili przedstawiał tych samych żołnierzy jako najeźdźców. Dodatkowo do świata z obu stron docierały nierzadko sprzeczne dane i fakty. Obaj oponenci obarczali przeciwników ogromnymi stratami ludności, od obu stron dochodziły różne, wykluczające się, wersje informacji odnośnie działań, miejsc pobytu i wielkości wojsk drugiej strony.
Na temat wojny powstał film dokumentalny „Lekcje rosyjskiego” w reżyserii rosyjskich dziennikarzy (Olga Konskaja, Andriej Nekrasow), w którym pokazano między innymi, że sceny przedstawiane w programach informacyjnych w Rosji i na całym świecie jako akty agresji wojsk gruzińskich, skierowane przeciwko ludności osetyjskiej, były w rzeczywistości zdjęciami ataków rosyjskich na Gruzinów. W filmie postawiona jest teza, że to Rosja sprowokowała konflikt.
W 2012 strona rosyjska przyznała, że wojna została przez nią sprowokowana, a przygotowania do inwazji na terytorium Gruzji trwały od 2006 roku.

### Wojna medialna
Tuż po rozpoczęciu konfliktu, ze wszystkich gruzińskich kanałów telewizyjnych program nadawał tylko jeden. Przez krótki czas nie działały strony w domenie .ge. Przez dłuższy czas trwania konfliktu wiele stron rządowych działało z dużymi przerwami, a na niektórych z nich można było ujrzeć – zamiast tradycyjnych danych o organach państwowych – propagandowe informacje i grafiki pozostawione tam przez crackerów internetowych. Ofiarą tego typu działań padła strona gruzińskiego MSZ, Narodowego Banku Gruzji oraz parlamentu. Na tych stronach można było oglądać twarze znanego z historii dyktatora Adolfa Hitlera. Wśród nich widniała także twarz prezydenta Micheila Saakaszwilego oraz podpis hacked by South Ossetia hack Crew. Serwisy informacyjne zostały zaatakowane atakiem typu DDoS (ogromna liczba sztucznych wyświetleń serwisu w celu zablokowania go innym odwiedzającym). Po wstępnych analizach naukowców z Massachusetts, podejrzenie ataków padło na rosyjską organizację Russian Business Network, a także na gangi w Rosji.
W związku z tak uciążliwymi atakami na strukturę sieciową Gruzji, głowa tego państwa, szukając kanału do bezpośredniego kontaktu ze światem, najpierw skorzystała z pomocy Polski – dla której (według ówczesnego Prezydenta Lecha Kaczyńskiego) Gruzja jest strategicznym sojusznikiem – a następnie firmy Google, zakładając na jej serwerach swój oficjalny blog. Na terenie Gruzji zablokowano także wszystkie rosyjskie stacje telewizyjne.

## Militarna ocena konfliktu

### Federacja Rosyjska
Wojska Federacji Rosyjskiej rzetelnie przeanalizowały działania wojsk gruzińskich w Cchinwali w 2004 roku. Zreorganizowały swoje plany ewentualnościowe na Kaukazie, a poszczególne ich warianty przećwiczono w trakcie treningów i ćwiczeń dowódczo-sztabowych. Wywiad rosyjski dysponował wszystkimi danymi dotyczącymi planów działania Gruzji w Osetii Południowej ze znacznym wyprzedzeniem. Stosując na szeroką skalę maskowanie strategiczne i operacyjne, pod pozorem ćwiczeń „Kaukaz 2008”, przerzucono oddziały powietrznodesantowe z części zachodniej Rosji w rejon Kaukazu oraz przygotowano 58 Armię do działań w składzie rosyjskich sił uderzeniowych. Siły Powietrzne Rosji już w pierwszym dniu działań bojowych uzyskały panowanie w powietrzu i sparaliżowały infrastrukturę militarną Gruzji.
Działania rosyjskie prowadzone były w myśl zasad klasycznej sowieckiej doktryny osiągnięcia przewagi absolutnej, połączonej ze współczesnymi elementami prowadzenia operacji. Nowością było zastosowanie w walce mobilnych „batalionowych grup taktycznych” i odchodzenie od całościowego użycia jednostek typu dywizja – brygada. W prowadzonych działaniach rosyjscy dowódcy wydzielali do pierwszego rzutu jednostki z minimalną liczbą żołnierzy z poboru, a wojska specjalne i powietrznodesantowe stanowiły awangardy zgrupowań uderzeniowych.

Niebagatelną rolę odegrały też operacje informacyjne, działania psychologiczne, walka radioelektroniczna z działaniami w cyberprzestrzeni. Blokada gruzińskiej sieci internetowej oraz paraliż systemu dowodzenia doprowadziły do chaosu w trakcie mobilizacji gruzińskich rezerw osobowych. Jednostki specnazu wskazywały cele dla precyzyjnych systemów rakietowych. Niszczone były gruzińskie systemy rozpoznawcze i uderzeniowe. Utworzenie przez Rosjan „drugiego frontu” w Abchazji zmusiło wojska gruzińskie do dzielenia wysiłków.
Po stronie rosyjskiej odnotowano także pewne braki i niedociągnięcia. Odczuwano brak zautomatyzowanych systemów dowodzenia i kierowania wojskami. Zostały one co prawda częściowo zrekompensowane prowadzeniem samodzielnych działań przez wysoce manewrowe grupy taktyczne, ale na głębokości operacyjnej malała jednak efektywność rozpoznania. Skutkowało to niewielką skutecznością działań lotniczych w zakresie wsparcia bezpośredniego i izolacji pola walki. Wielką bolączką armii rosyjskiej był brak możliwości prowadzenia skutecznych działań w nocy. Szczególnie odczuwano to właśnie w siłach powietrznych.

### Gruzja
Gruzja liczyła na szybkie, z użyciem siły, zakończenie konfliktu z Osetią Południową i ostateczne rozwiązanie kwestii jej przynależności państwowej. Jednak mało efektywne działania wywiadowcze nie wykryły przygotowań wojsk Federacji Rosyjskiej do wejścia w rejon konfliktu. Wojska gruzińskie nie zablokowały łączącego Osetię Północną i Południową strategicznego tunelu Rockiego, a późniejsze próby odzyskania kontroli nad nim zakończyły się fiaskiem.
Kierownictwo wojskowe nie posiadało doświadczenia w planowaniu, przygotowaniu i prowadzeniu operacji obronnej na terytorium własnego kraju. Całkowicie zlekceważono zagrożenie z powietrza oraz możliwość prowadzenia przez Rosjan działań zbrojnych na Morzu Czarnym i na wybrzeżu. Uderzenia lotnictwa rosyjskiego znacząco obniżały możliwości zabezpieczenia logistycznego jednostek bojowych, przez co przyczyniły się do zmniejszenia ich zdolności bojowej, a dominacja w powietrzu pozwoliła Rosjanom bezkarnie niszczyć infrastrukturę krytyczną Gruzji. W konsekwencji doprowadziło to do dezintegracji systemów dowodzenia i łączności oraz znacząco ograniczyło możliwości manewrowe sił gruzińskich.
Siły Zbrojne Gruzji dysponowały tylko czterema gotowymi do działań brygadami zmechanizowanymi. W większości były one jednak szkolone do prowadzenia ekspedycji misyjnych poza granicami kraju. Konsekwencją wojny dla Gruzji jest fakt porażki militarnej, utrata dużej części uzbrojenia, zniszczenie infrastruktury wojskowej i komunikacyjnej, a pod względem politycznym utrata spornych republik. Rosja wygrała zdecydowanie pod względem militarnym, utrzymała w swojej strefie wpływu Osetię Południową i Abchazję.  Na nadzwyczajnym szczycie 1 września 2008 państwa członkowskie Unii Europejskiej wypracowały jednolite stanowisko krytykujące stronę rosyjską. Nie ogłoszono jednak wobec niej żadnych sankcji.

## Reakcje na świecie

### Stanowiska organizacji międzynarodowych
- Unia Europejska
  - Unia Europejska działa na rzecz zawieszenia broni w Osetii Południowej, aby zapobiec eskalacji konfliktu – zapewniła w oświadczeniu Francja, która przewodniczyła w tym półroczu UE. Apelujemy do stron o zaprzestanie wrogich działań i niezwłoczne rozpoczęcie negocjacji, aby rozwiązać kryzys drogą polityczną, w poszanowaniu suwerenności i integralności terytorialnej Gruzji – głosi komunikat.
  - W nocy z poniedziałku na wtorek (11–12 sierpnia) czasu polskiego Rada Bezpieczeństwa ONZ po raz piąty obradowała nad konfliktem na Południowym Kaukazie. Do głosowania nad nowym projektem rezolucji dojdzie jednak najwcześniej we wtorek[106].

- ONZ
  - Pierwsze nadzwyczajne posiedzenie Rady Bezpieczeństwa ONZ, zwołane na wniosek Rosji w piątek rano 8 sierpnia, aby zapobiec wybuchowi otwartej wojny pomiędzy Gruzją a Południową Osetią, zakończyło się niepowodzeniem. Pomimo apeli Rosji USA i Wielka Brytania nie zgodziły się na przyjęcie deklaracji wzywającej strony konfliktu do natychmiastowego przerwania ognia i powrotu sił gruzińskich na pozycje sprzed 7 sierpnia, a więc przywrócenia status quo sprzed eskalacji przemocy w Osetii Południowej[potrzebny przypis].
  - Drugie nadzwyczajne posiedzenie Rady Bezpieczeństwa ONZ, zwołane w późnych godzinach wieczornych 8 sierpnia, aby zapobiec wybuchowi otwartej wojny między Gruzją a separatystami z Osetii Południowej i wspierającą ich Rosją, zakończyło się niepowodzeniem. Pomimo usilnych apelów 14 pozostałych członków RB ONZ, Rosja nie zgodziła się na przyjęcie zaproponowanej przez Belgię deklaracji, wzywającej Moskwę i Tbilisi do przywrócenia status quo sprzed eskalacji przemocy w Osetii Południowej[potrzebny przypis].
  - Rada Bezpieczeństwa ONZ podzieliła się w czasie sobotniego posiedzenia w ocenie konfliktu w Osetii Południowej. „Doszliśmy do wniosku, że byłoby bardzo trudno, niemal niemożliwie, znaleźć wspólny mianownik w celu sformułowania deklaracji” – powiedział dziennikarzom pełniący obowiązki przewodniczącego spotkania Belg Jan Grauls. To oczywiste, że konflikt rozszerza się obecnie na inne rejony Gruzji, a szczególnie na Abchazję, separatystyczną republikę na zachodzie kraju – dodał[107]. Każdy stały członek RB ONZ (w tym także Rosja) ma prawo weta w Radzie Bezpieczeństwa ONZ – może zablokować przyjęcie każdej uchwały.

- NATO
  - Sekretarz generalny NATO Jaap de Hoop Scheffer powiedział, że Rosja i Gruzja muszą powrócić do status quo sprzed wybuchu konfliktu wokół Osetii Południowej, czyli do stanu sprzed 6 sierpnia, kiedy wybuchły walki w tej zbuntowanej gruzińskiej republice[108].
- Szanghajska Organizacja Współpracy
  - Pomimo zabiegów Kremla, pięć z sześciu krajów tzw. Szanghajskiej Szóstki (Chiny, Kazachstan, Kirgistan, Tadżykistan i Uzbekistan) miało decydujący wpływ na redakcję wspólnej deklaracji Szanghajskiej Organizacji Współpracy, którą ogłoszono podczas szczytu w Tadżykistanie 28 sierpnia 2008. Chiny i inne państwa Azji były zaniepokojone sytuacją na Kaukazie. Podkreślono konieczność poszanowania historii, kultury i tradycji wszystkich państw. Kraje te chcą, by drogą pokojową szukać rozwiązania narastającego konfliktu w Gruzji. Prezydent Dmitrij Miedwiediew apelował wcześniej do władz krajów Szanghajskiej Szóstki, by poparły działania Moskwy w Osetii Południowej[109].

### Stanowiska i reakcje państw
- Azerbejdżan
  - Azerbejdżan wstrzymał eksport ropy przez gruzińskie porty Kulewi i Batumi – poinformował prezes azerskiej państwowej kompanii naftowej (ARDNŞ), Rövnəq Abdullayev. Jak dodał, przyczyną tej decyzji jest konflikt między Rosją a Gruzją. Eksport ropy przez porty Kulewi i Batumi zawieszono – powiedział w rozmowie z telewizją publiczną w Azerbejdżanie. Doszło do tego z powodu walk w Osetii Południowej – dodał[110].

- Czechy
  - Prezydent Václav Klaus odmówił wydania stanowczego oświadczenia i nie chciał wnikać w meritum sporu. W rozmowie z Radiem Czesko w dniu 15 sierpnia b.r. wyjaśnił, że nie wydał żadnego „mocnego oświadczenia”, bo nie chciał – jak się wyraził – dać się ponieść na „modnej fali tego, że Gruzja jest złota, a Rosja zła”. W wypowiedzi dla gazety „Mlada fronta Dnes” czeski prezydent stwierdził, że nie ma żadnej analogii z agresją sowiecką w 1968: „Czechosłowacja nie zaatakowała wtedy Rusi Podkarpackiej, inwazja nie była odpowiedzią na nasz atak, a Dubček nie był Saakaszwilim”.
  - Prezydent Czech dystansuje się od stanowiska prezydentów Polski i państw bałtyckich, uważając, że w ich reakcji dominuje wynikająca z przeszłości niechęć do Rosji.
  - Gazeta „Mlada fronta Dnes” – a podobnie inne czeskie media – podkreśliła w obszernym komentarzu do wywiadu z prezydentem Vaclawem Klausem, że sprawa jest bardziej złożona. Kwestia graniczna nie została po odzyskaniu niepodległości przez Gruzję uregulowana, a wielu obserwatorów i liczne media milczą na temat praw rdzennej ludności Osetii Południowej do suwerenności lub wyraźnej autonomii[111].
  - Premier Czech Mirek Topolanek, w wywiadzie opublikowanym 17 sierpnia w czeskiej prasie powiedział, że rosyjskie czołgi w Gruzji przypominają inwazję wojsk Układu Warszawskiego na Czechosłowację z 1968 roku[112].

- Francja,  Finlandia
  - Szef dyplomacji francuskiej Bernard Kouchner oraz szef dyplomacji fińskiej Alexander Stubb odlecieli z Paryża do Tbilisi i Moskwy, rozpoczynając misję mediacyjną[113][114].

- Niemcy
  - Kanclerz Niemiec Angela Merkel przyleci w przyszłym tygodniu do Moskwy na rozmowy z prezydentem Rosji Dmitrijem Miedwiediewem, których tematem będzie konflikt w Osetii Południowej – poinformowała służba prasowa Kremla. Minister spraw zagranicznych Frank-Walter Steinmeier, który niedawno usiłował mediować w długotrwałym konflikcie pomiędzy Gruzją a jej drugą zbuntowaną republiką – Abchazją, rozmawiał telefonicznie w piątek z gruzińskim prezydentem Micheilem Saakaszwilim i szefem rosyjskiej dyplomacji Siergiejem Ławrowem.
  - Gruzja „pogwałciła prawo międzynarodowe”, próbując rozwiązać za pomocą wojska kryzys powstały wokół prorosyjskiej separatystycznej Osetii Południowej – oświadczył niemiecki wiceminister spraw zagranicznych Gernot Erler. W tej mierze ten, kto podejmuje próbę działania z użyciem wojska, narusza prawo międzynarodowe – powiedział Erler[115].

- Polska
  - Deklaracja Szefa MSZ Radosława Sikorskiego: Określił on sytuację na Kaukazie jako „bardzo poważną”. Za „niedopuszczalne” uznał bombardowanie terytorium Gruzji i wprowadzenie tam obcych wojsk. Zaapelował o powrót do rozmów.
  - Wspólna deklaracja Polski,  Estonii,  Litwy i  Łotwy – Prezydenci Polski, Estonii, Litwy i Łotwy potępili „działania rosyjskich sił zbrojnych wymierzone przeciwko suwerennemu i niepodległemu państwu gruzińskiemu”. Poinformował o tym na konferencji prasowej prezydent Lech Kaczyński. Chcieliśmy wezwać wszystkie kraje UE i NATO do odpowiedniej reakcji. W oświadczeniu stwierdziliśmy, że „nie powinno się skończyć na nic nieznaczących oświadczeniach”. Tym razem reakcja całego cywilizowanego świata musi być reakcją jednoznaczną – dodał Prezydent informując o wspólnym oświadczeniu prezydentów Polski, Litwy, Łotwy i Estonii. Jest to oświadczenie ostre, ale sytuacja tego wymaga – mówił[116].
  - Rząd Polski zaangażował się m.in. w sprawę problemów z gruzińskimi łączami internetowymi, poprzez udostępnienie tamtejszym władzom części strony president.pl, aby ułatwić im komunikację ze światem[98]. Miało to związek z atakiem na strukturę teleinformatyczną Gruzji, w wyniku którego doszło do zablokowania funkcjonowania domeny krajowej – .ge[23].
  - Od początku konfliktu Prezydent RP Lech Kaczyński wykonał kilkanaście rozmów telefonicznych z przywódcami państw europejskich w sprawie ataku wojsk rosyjskich na Gruzję. 11 sierpnia wieczorem polskiego czasu z inicjatywy Prezydenta Stanów Zjednoczonych odbyła się kolejna rozmowa, podczas której George Bush poparł stanowisko Prezydenta RP w kwestii gruzińskiej. Prezydent Kaczyński poinformował Prezydenta USA o planowanej podróży do Tbilisi, wraz z prezydentami państw bałtyckich oraz Ukrainy. Prezydent USA wyraził pełne wsparcie dla misji Prezydentów. Podkreślił, iż ceni Prezydenta RP za odwagę i przywództwo w podejmowanych działaniach[117].
  - 2 września 2008 Sejm wydał uchwałę w sprawie kryzysu gruzińskiego, w której m.in. wyraził solidarność z narodem gruzińskim i głębokie współczucie wszystkim ofiarom tego konfliktu[118].
  - 25 września 2008 prezydent wydał postanowienie o użyciu Grupy Obserwatorów Sił Zbrojnych Rzeczypospolitej Polskiej w Misji Obserwacyjnej Unii Europejskiej w Gruzji (EUMM Georgia)[119].

- Szwecja – Minister spraw zagranicznych Carl Bildt oświadczył, że nie przyjmuje argumentów Rosji, że ich ataki to obrona rosyjskich obywateli. – Przy podobnej doktrynie, pół wieku temu Hitler zaatakował Europę Środkową[120].
- Stany Zjednoczone
  - Rzecznik Rady Bezpieczeństwa Narodowego Stanów Zjednoczonych Gordon Johndroe wezwał do natychmiastowego wstrzymania działań zbrojnych i nawiązania przez strony bezpośrednich rokowań.
  - Pentagon poinformował, że monitoruje wydarzenia w Gruzji, lecz ze strony władz gruzińskich nie otrzymał prośby o pomoc. Obserwujemy tę sytuację bardzo uważnie – powiedział rzecznik prasowy amerykańskiego Ministerstwa Obrony Bryan Whitman. USA zapewniły o poparciu dla integralności terytorialnej Gruzji i zaapelowały o natychmiastowe przerwanie ognia w separatystycznej Osetii Południowej, nad którą Tbilisi próbuje odzyskać kontrolę i dokąd Rosja skierowała swe siły.
  - Rzecznik Departamentu Stanu Gonzalo Gallegos powiedział, że USA kierują do regionu wysłannika, do „kontaktu ze stronami konfliktu”. Prezydent USA George W. Bush zapewnił o poparciu USA dla integralności terytorialnej Gruzji – poinformowała z Pekinu, gdzie już jest sobota, rzeczniczka Białego Domu Dana Perino. Rzeczniczka podkreśliła, że prezydent jest informowany na bieżąco o sytuacji kryzysowej w separatystycznej Osetii Południowej na terenie Gruzji.
  - Amerykańska sekretarz stanu Condoleezza Rice wezwała Rosję do wycofania swych wojsk z Gruzji. Poparcie dla integralności terytorialnej tego kaukaskiego kraju wyraził wcześniej prezydent USA George W. Bush. Wzywamy Rosję do przerwania ataków lotniczych i ostrzału rakietowego Gruzji, do respektowania integralności tego kraju i do wycofania wojsk z gruzińskiej ziemi – powiedziała Rice[121].
  - Prezydent USA George W. Bush w ostrych słowach ostrzegł Rosję, że poprzez akcję zbrojną w Gruzji naraża na szwank swe stosunki z USA i z Zachodem. Podkreślił też poparcie Stanów Zjednoczonych dla niepodległości Gruzji i zażądał wpuszczenia międzynarodowej pomocy humanitarnej do Osetii Południowej[122].

- Ukraina
  - W związku z eskalacją konfliktu w Osetii Południowej, prezydent Ukrainy Wiktor Juszczenko podjął decyzję o wysłaniu do Gruzji swego specjalnego przedstawiciela, wiceministra spraw zagranicznych Konstiantyna Jelisiejewa – poinformowało ukraińskie MSZ.
  - Ukraina ostrzegła Rosję przed możliwym udziałem okrętów rosyjskiej Floty Czarnomorskiej w konflikcie gruzińsko-osetyjskim – podało Ministerstwo Spraw Zagranicznych w Kijowie. „By zapobiec sytuacji, w której Ukraina może zostać wciągnięta w konflikt zbrojny i działania militarne poprzez udział w nich formacji Floty Czarnomorskiej Rosyjskiej Federacji, tymczasowo stacjonującej na terytorium Ukrainy (...), strona ukraińska zastrzega sobie prawo (...) zakazania powrotu na terytorium Ukrainy okrętów i jednostek, które mogą wziąć udział we wspomnianym konflikcie aż do jego rozwiązania” – głosi oświadczenie ukraińskiego MSZ[123].
  - Ukraina jest głęboko zaniepokojona brakiem stabilizacji i przedłużającym się napięciem w Gruzji – głosi komunikat Ministerstwa Spraw Zagranicznych w Kijowie[124].

- Watykan
  - Papież „z zaniepokojeniem” śledzi kryzys w Osetii Południowej i oczekuje, że „rozwaga” przeważy nad przemocą – powiedział ojciec Federico Lombardi odpowiedzialny za watykański serwis prasowy. Wszyscy jesteśmy wstrząśnięci z powodu tych wydarzeń. Niestety Kaukaz jest jednym z regionów świata dotkniętych wieloma napięciami, które znów się ujawniają po pewnym okresie względnego spokoju. Oczekujemy jednak, że rozwaga, wola pokoju i wola podjęcia negocjacji przeważy nad uciekaniem się do siły – dodał o. Lombardi.
  - Benedykt XVI zaapelował o natychmiastowe wstrzymanie działań zbrojnych w konflikcie pomiędzy Rosją a Gruzją. Spędzający wakacje na północy Włoch w Bressanone, Benedykt XVI wypowiadał się na temat konfliktu podczas niedzielnej modlitwy Anioł Pański[125].
  - Papież Benedykt XVI zaapelował o natychmiastowe „otwarcie korytarzy dla dostarczenia pomocy humanitarnej”. – Chciałbym, by korytarze pomocy humanitarnej zostały jak najszybciej otwarte. By zmarli mogli zostać godnie pochowani, ranni mogli otrzymać pomoc, a ci którzy są daleko od swoich bliskich, mogli się z nimi zobaczyć – powiedział papież[126].

## Skutki
- Według wysokiego komisarza Narodów Zjednoczonych ds. uchodźców około 158 tysięcy ludzi musiało opuścić swe domy z powodu konfliktu zbrojnego[127].
- Gruzja przesłała komitetowi wykonawczemu WNP swoją decyzję o wyjściu ze Wspólnoty. Decyzja ta, zgodnie z uregulowaniami WNP, weszła w życie po 12 miesiącach – 18 sierpnia 2009.[128][129]
- 26 sierpnia 2008 Rosja oficjalnie uznała niepodległość Osetii Południowej i Abchazji[130].
- 27 sierpnia Rosja zawiesiła rozmowy z WTO[131]. Odblokowanie rozmów nastąpiło dopiero w 2011 r.[132]
- 29 sierpnia Gruzja zerwała stosunki dyplomatyczne z Rosją[133].
- Według pierwszych szacunków, straty w gruzińskiej gospodarce, spowodowane przez rosyjskie bombardowania i działalność sił okupacyjnych, wynoszą ponad 20 mld dolarów[potrzebny przypis].
- Wojna była przyczyną wycofywania inwestycji zagranicznych z Rosji i spadku wartości rubla. Kosztowne interwencje na rynku walutowym Centralnego Banku Federacji Rosyjskiej od października 2008 do stycznia 2009 r. kosztowały ok. 200 mld dol. i nie zapobiegły ponad 50-procentowej przecenie rubla[134].
- 2023 roku Europejski Trybunał Praw Człowieka orzekł, że Federacja Rosyjska ma zapłacić Gruzji 129 mln euro reparacji w związku z m.in. z uniemożliwieniem 23 tys. Gruzinom powrotu do domu, śmiercią cywilów oraz torturowaniem jeńców wojennych[135].

## Bitwy podczas wojny
- Bitwa o Cchinwali (8–10 sierpnia 2008)
- Bitwa morska u brzegu Abchazji (9 lub 10 sierpnia 2008)
- Bitwa w wąwozie Kodori (9–12 sierpnia 2008)
- Okupacja Gori (11–22 sierpnia 2008)